# Ніколаєвка (Аургазинський район)
Нікола́євка (рос. Николаевка, башк. Николаевка) — присілок у складі Аургазинського району Башкортостану, Росія. Входить до складу Батирівської сільської ради.
Населення — 25 осіб (2010; 31 в 2002).
Національний склад:
- чуваші — 90%